# 5기통 직렬 엔진
5기통 직렬 엔진 또는 인라인 5 엔진(영어: Inline-five engine)은 단일 엔진 블록과 크랭크 케이스를 공유하는 5개의 실린더가 한 줄 또는 평면에 정렬된 내연 기관이다. 5기통 직렬 엔진의 타당성은 거의  4기통 직렬 엔진만큼 콤팩트하고 6기통 직렬 엔진만큼 부드러운 것이 특징이다.
5기통 직렬 엔진의 변형은 단일 실린더 헤드와 실린더 블록이 있지만 좁은 각도 실린더 오프셋을 사용하여 기존의 인라인 5에 비해 전체 길이를 줄이는 좁은 각도 V5 (예 : 폭스바겐 V5 엔진)이다. 북미에서는 사용할 수 없었다.

## 역사
헨리 포드는 1930년대 후반부터 1940년대 초에 소형 경제형 자동차 설계를 위해 개발 된 5기통 직렬 엔진을 가지고 있었는데, 미국의 소형 자동차에 대한 수요 부족으로 인해 생산을 보지 못하였다. 이탈리아의 Lancia는 1930년대 후반에 RO 트럭 시리즈에 사용된 초기 2기통 직렬 디젤 엔진 및 3기통 직렬 가솔린 엔진을 대체하기 위해 5기통 디젤 엔진을 개발하였다. 후속 모델은 3RO로 알려졌으며 제 2차 세계 대전 동안 이탈리아와 독일 군대에서 사용되었다. 이 트럭은 1950년까지 생산되었다.
1974년 메르세데스-벤츠가 OM617 디젤을 출시 할 때까지 스트레이트 5 엔진은 승용차 생산을 보지 못하였다. 최초의 생산 가솔린 스트레이트 5는 1970년대 말에 폭스바겐 그룹이 아우디 100에 도입한 2.1 R5였다. 그 중 아우디 콰트로 랠리카를 구동시켰다.그들은 종종 6기통 옵션을 사용하지 않고 엔진 범위를 더 높은 용량으로 확장하려는 중간 시장 브랜드에서 사용되었다. 2014년 볼보는 5기통 엔진 생산 중단을 발표했다.

Ashton-under-lyne UK의 National Oil and Gas Engines Ltd는 Hudswell Clarke (Sheffield UK) 철도 Shunter 디젤 엔진에 장착 된 5 기통 엔진을 제조했다. Anglo Iranian Oil and Gas Co Ltd가 주문한 National 5 pot 엔진이 장착 된 1950년 내화성 Hudswell Clarke 0-4-0 철도 엔진을 바로 구입하였다. 이 회사는 1950년이란 산업의 국유화로 인해 스코틀랜드 석유 및 가스로 발전하였다. 기차는 Grangemouth의 파라핀 공장에서 그 삶을 끝 냈으며 현재 영국 Hunsbury의 Northamptonshire Ironstone Railway Trust 사이트에서 복원이 진행 중이다.

## 형질

### 포장 및 성능
5기통 엔진은 비교 가능한 4기통 엔진보다 제조하는 데 더 길고 비싸지만 볼보와 같은 일부 제조업체는 6기통보다 작은 공간에서 더 큰 용량이 이러한 비용보다 더 크다고 생각한 적이 있었다. 포드 포커스 RS Mk2 고성능 자동차는 매우 유사한 출력 수준으로 포드가 개발한 동일한 볼보 5기통 엔진을 사용하며 지금까지 만들어진 가장 강력한 FWD 생산 자동차 중 하나이다. 고출력 5기통 자동차의 또 다른 예는 2.2 터보 차저 엔진이 311마력을 가지고 있는 아우디 RS 2이다.

### 밸런스
6기통 수평 엔진에 비해 5기통 수평 엔진의 단점은 5기통 직렬 엔진이 본질적으로 균형을 이루지 못한다는 것이다. 모든 균등 발사 직선 5차 설계는 1차 및 2차의 자유 모멘트 (진동)를 가지며, 직선 6차는 1차 또는 2차에서 효과적으로 불균형이 없다. 이는 직선 6개에서 추가 밸런스 샤프트가 필요하지 않음을 의미한다. 비교해 보면 4기통 직렬 엔진은 1차 또는 2 차의 자유 모멘트가 없지만 2차의 큰 자유력이 있어 불균형한 4차 설계에서 발견되는 진동에 기여한다.

## 연료 공급
대량 생산 자동차에 직선 5 개 가솔린 엔진을 사용하는 것은 신뢰할 수 있는 연료 분사의 도래와 함께 진정한 실현 가능해졌다. 기화기 연료 시스템을 사용하는 5기통 엔진은 안정적이고 일관된 연료 공급을 위해 기화기 사이의 입구 매니 폴드 길이가 엔진 끝의 실린더와 기화기에 가까운 실린더 사이에서 너무 크게 달라진다는 피할 수 없는 문제가 있다. 여러 기화기 (2개 또는 3개)를 사용하면 항상 하나의 기화기가 다른 기화기보다 더 많은 실린더를 공급하여 작동 및 튜닝 문제가 발생한다. 이론적으로는 개별 기화기를 각 실린더에 사용할 수 있지만 이 방법은 비용이 많이 들고 여러 탄수화물의 균형을 맞추는 데 수반되는 어려움을 수반한다. 다점 연료 분사는 각 실린더에 개별적으로 연료를 공급하여 위의 모든 문제를 우회한다. 이 연료 문제는 모든 디젤 엔진과 마찬가지로 처음부터 연료 분사를 사용하는 디젤 엔진 (볼보 D5 제외)에는 없었다. 그래서 대형 5 기통 디젤이 자동차 용으로 채택되기 수십 년 전에 일반적으로 나타났다.

## 발사 명령

Four stroke straight-five engine

5기통 직렬 엔진의 일반적인 발사 순서는 1-2-4-5-3 및 1-5-2-3-4 또는 그 반대이다.
균등 발사 엔진만을 고려하면 4 행정 직선 4, -6 또는 -8 실린더 엔진과 달리 각 5 기통 크랭크 구성은 단일 발사 순서 (+ 역방향) 만 지원한다.
대조적으로, 표준 직선형 6 개 크랭크 샤프트 디자인은 밸브, 점화 및 연료 공급에 필요한 변경을 가정하여 4 개의 다른 발사 순서 중 하나에서 실행할 수 있다. 적절한 경우) 타이밍 시스템이 만들어졌다. 즉, 1-5-3-6-2-4에서 제공하는 깔끔한 흡기 및 배기 포장으로 인해 거의 벗어나지 않는다 (연료 공급 섹션 참조).
720도 (4 피스톤 스트로크)를 5로 나눈 값은 360의 제수가 아닌 144이므로 항상 5 개의 크랭크 핀 위상을 가져야 하기 때문에 4 행정 인라인 5는 실린더 사이에 피스톤 위상을 공유 할 수 없다. 이런 식으로, 5기통 직렬 엔진의 균형은 특별히 그리고 본질적으로 발사 순서와 연결되어 있으며, 그 반대의 경우도 별도로 선택할 수 없다.
2행정 엔진의 경우, 모든 인라인 엔진은 주어진 크랭크 구성에 대해 단일 발사 순서를 갖는 점에서 유사하게 제한된다. 360도마다 완전한 사이클이 발생하기 때문에 동시 점화없이 피스톤 위상을 공유할 기회가 없으므로이 경우 인라인 5는 불리하지 않는다.
가능한 총 발사 주문 수를 계산하려면 간단한 조합만 필요하다: 순환 순열. 발사 순서는 주기적이거나 순환적이다. 따라서 1-2-3은 2-3-1 및 3-1-2 등과 동일하다. 이것은 총 순열 수를 실린더 수의 계수로 줄일 수 있음을 의미한다. 이 경우 5가 나온다. 따라서 총 잠재적 발사 명령 수는 다음과 같다.
{\displaystyle {\frac {5!}{5}}\;=\;4!\;=\;4\times 3\times 2\times 1\;=\;24}

## 엔진음
크랭크 회전 2 회마다 4행정 인라인 5번의 5번 발사 펄스는 음악 간격 5:2로 표현할 수 있는 독특한 사운드를 생성한다. 엔진 소리 (심지어 단일 실린더)는 본질적으로 주기적이며 푸리에 시리즈에서와 같이 오름차순 배수로 표현 될 수있는 주파수의 확산을 차지한다. 이것은 기본 주파수 (반 크랭크 속도)에서 시작하여 정수 배수로 상승하며, 각 배수는 최종 사운드에서 다른 양으로 존재하다. 간격에서 한 피치의 옥타브를 사용하면 관련 간격 (즉, 반전을 통해)이 생성된다. 이것은 앞서 설명한 일련의 주파수에서 더 높은 배수를 선택하는 것과 같다. 이러한 반전 된 간격은 5:2를 통해 5:4 일 수 있다. 즉, 정당한 종류의 주요 1/3. 이것은 순전히 하모닉이지만 많은 서양 음악에서 볼 수있는 12톤 이퀄 템퍼 드 메이저 1/3에서 그리 멀지 않다.
실린더 수가 다른 다른 균등 발사 엔진에 대한 다른 간격도 유사하게 발견될 수 있다. (예 : 삼중 및 파생 (6, 12 실린더 등): 3:2; 인라인 4 및 파생: 2:1; 인라인-세븐: 7:4; 등등.)

## 자동차에서의 사용

### 디젤
승용차를 위한 최초의 5기통 직렬 엔진은 1974년에 출시된 3.0L 디젤 엔진인 메르세데스-벤츠 OM617로, 지금까지 생산 된 엔진 중 가장 신뢰할 수 있는 엔진 중 하나로 간주되는 메르세데스-벤츠 300D (종종 400,000 개 이상)이다. 1978년에 처음으로 터보 차저가 되었다. 그 후계자 인 OM602는 메르세데스-벤츠 W124, G-Klasse 및 스프린터에 사용되었으며 경우에 따라 50만 마일을 초과하는 것으로도 알려져 있다. 5기통 OM602는 4밸브 엔진 OM605 (E250D 20V)에 이어 터보차저와 커먼레일 직접 분사 (C / E / ML 270CDI)가 장착된 OM612 및 OM647이 이어졌다. 메르세데스-벤츠는 OM612 및 OM647 엔진이 생산을 종료한 2006까지 5기통 디젤 엔진을 계속 사용했지만 쌍용자동차의 차종은 현재까지 사용하고 있다.
아우디는 1978년부터 1997년까지 아우디 100 및 아우디 A6용 5기통 디젤 엔진을 여러 대 생산하였다. 이 엔진은 여러 볼보 차종 및 폭스바겐 밴에 사용되고 있다.
볼보는 2001년부터 대부분의 차량 라인에서 사용할 수 있는 자체 D5 엔진을 설계하였다. 그러나 2015년에는 대부분의 D5 엔진을 대체한 더 작은 4기통 엔진을 선호했다. 현재 다른 볼보 5기통 디젤 엔진은 생산되지 않는다.
지프 그랜드 체로키는 유럽에서 5기통 디젤과 함께 사용할 수 있었다. 1999년부터 2001년까지 3.1l VM Motori 엔진으로, 2002년부터 2004년까지 2.7리터 메르세데스-벤츠 엔진을 장착하였다.
1990년대 후반 Rover Group은 Land Rover Discovery and Defender를 위해 사내 인라인 5 디젤 엔진 인 Td5를 개발했다.

### 가솔린
가솔린 5기통 직렬 엔진을 향한 첫 번째 움직임은 로버가 1966년에 로버 P6 세단에 더 많은 전력을 공급하기 위해 2.5리터 5기통 엔진을 개발했다. 그러나 세 개의 기화기 (다른 한 쌍과 다른 크기 중 하나)에 의해 연료를 공급받은 디자인은 연료 공급 문제를 겪고 프로토타입 단계를 지나 진행하지 못하였다.
아우디는 1976년 아우디 100에서 최초의 생산 가솔린 인라인 5 인 2.1L SOHC 엔진을 공개하였다. 1981년에 아우디 100은 또한 가장 작은 생산 5기통 직렬인 1.9L 모델을 사용할 수 있게 되었다.아우디는 305마력의 아우디 스포츠 콰트로와 315 마력의 아우디 RS2 아반트를 포함하여 1976년부터 1990년대 초까지 많은 자동차에 2.2L 직선 5개 엔진을 사용했다. 아우디 5기통 엔진은 모터스포츠, 특히 600 hp 아우디 S1 스포츠 콰트로 E2가 장착 된 유명한 그룹 B의 랠리와 2.1 20V 인라인 5720 hp 아우디 90 쾨트로 IMSA GTO가 장착 된 IMSA GT 챔피언십에서 광범위하게 사용되었다.
1987년 공장 팀은 인라인-5로 구동되는 Audi S1 Sport Quattro의 1000마력 버전을 테스트했지만 프로토타입은 레이싱에 사용되지 않았고 그룹 B가 폐지되었다.
파워 선택으로 아우디 5기통 엔진은 특히 스칸디나비아 국가에서 유럽 드래그 레이싱 챔피언십에서 매우 인기가 있다. 드래그 레이싱에 대한 극단적인 수정으로 Audi는 2.2 20V Inline 5 엔진 (3B, AAN, ABY, ADU 등)을 생산했으며 1메가 와트 (1,340hp)를 초과하는 출력이 가능한 것으로 나타났다.

## 같이 보기
- 직렬 기관
- V5 엔진